# Ибара
Ибара (яп. 井原市 Ибара-си) — город в Японии, находящийся в префектуре Окаяма. Площадь города составляет 243,36 км², население — 41 737 человек (1 августа 2014), плотность населения — 171,50 чел./км².

## Географическое положение
Город расположен на острове Хонсю в префектуре Окаяма региона Тюгоку. С ним граничат города Касаока, Содзя, Такахаси, Фукуяма и посёлки Якаге, Дзинсекикоген.

## Население
Население города составляет 41 737 человек (1 августа 2014), а плотность — 171,50 чел./км². Изменение численности населения с 1980 по 2005 годы:
| 1980 | 51 669 чел. |  |
| 1985 | 51 053 чел. |  |
| 1990 | 49 255 чел. |  |
| 1995 | 47 647 чел. |  |
| 2000 | 46 489 чел. |  |
| 2005 | 45 104 чел. |  |

## Символика
Деревом города считается Pinus thunbergii, цветком — цветок сакуры.

## Города-побратимы
- Уодзу, Япония (1982)
- Отавара, Япония (1984)